# Nicolò Buratti
Nicolò Buratti (* 7. července 2001) je italský profesionální silniční cyklista jezdící za UCI WorldTeam Team Bahrain Victorious.

## Hlavní výsledky
2018
2. místo Coppa Montes
6. místo Gran Premio Medri Casalinghi
9. místo Giro delle Prese
2019
4. místo Coppa Montes
4. místo Giro della Vallata Feltrina
6. místo La Ciociarissima
8. místo Cronoscalata della Portella
9. místo Trofeo Ristorante Alla Colombera
9. místo Gran Premio San Michele
10. místo Gran Premio Sportivi Loria
2020
vítěz Trofeo Città di Sant'Egidio
3. místo GP Chianti Colline d'Elsa
6. místo Trofeo Ottavio Bottecchia
10. místo Trofeo Comune di Lastra a Signa
2021
2. místo Trofeo Chianti Sensi
5. místo Trofeo Città di San Giovanni Valdarno
7. místo Coppa San Geo
9. místo Trofeo Città di Meldola
9. místo Trofeo Matteotti
2022
Národní šampionát
 vítěz týmové časovky do 23 let
vítěz Gran Premio la Torre
vítěz GP Lari Città della Ciliegia
vítěz GP Capodarco
vítěz Gran Premio Sportivi di Poggiana
vítěz Gran Premio Rovescalesi
vítěz Targa Crocifisso
vítěz GP Ezio del Rosso
Giro della Regione Friuli Venezia Giulia
2. místo celkově
 vítěz bodovací soutěže
vítěz etap 1 (TTT) a 4
2. místo Firenze–Empoli
3. místo GP Slovenian Istria
4. místo GP San Daniele del Friuli
Mistrovství Evropy
7. místo silniční závod do 23 let
Carpathian Couriers Race
8. místo celkově
vítěz prologu
8. místo Trofeo Città di Brescia
9. místo Giro di Puglia
2023
Kreiz Breizh Elites
vítěz 2. etapy
2. místo Gent–Wevelgem U23
2. místo Gran Premio San Giuseppe
3. místo Firenze–Empoli